# Île des Pingouins
Pour les articles homonymes, voir L'Île des Pingouins et Île Penguin.
L'île des Pingouins est une île de l'archipel des Crozet.
Son nom actuel vient de la mauvaise traduction française du nom anglais originel penguin island, car ce sont des manchots qui la colonisent.
L'île des Pingouins fait partie du groupe occidental de l'archipel. Elle est située à environ 30 km au sud-est de l'île aux Cochons, la plus grande île du groupe. Longue d'à peu près 4 km pour moins de 2 km de large (et environ 3 km2 de superficie), elle culmine néanmoins à 340 m d'altitude (Mont des Manchots). De nombreux rochers détachés de la côte se dressent tout autour de l'île, notamment le rocher de l'Arche à son extrémité nord.

## Géologie
L'île des Pingouins est, comme les îlots des Apôtres, le reliquat d'un appareil volcanique relativement important installé dans le sud-ouest de l'île aux Cochons. L'île - ou ce qu'il en reste - s'aligne au nord-ouest/sud-est, soit une direction orthogonale à celle des Apôtres. Ses falaises verticales montrent des dépôts bien stratifiés de hyaloclastites surmontées de brèches à gros blocs puis de coulées de laves vers de sommet : une séquence qui pourrait indiquer le passage d'éruptions sous-marines à des épanchements aériens.
Une mesure géochronologique indique 1,1 million d'années pour une coulée du sommet, ce qui ne présage pas de l'âge du volcan qui devrait être plus ou moins synchrone de celui des Apôtres.

## Histoire

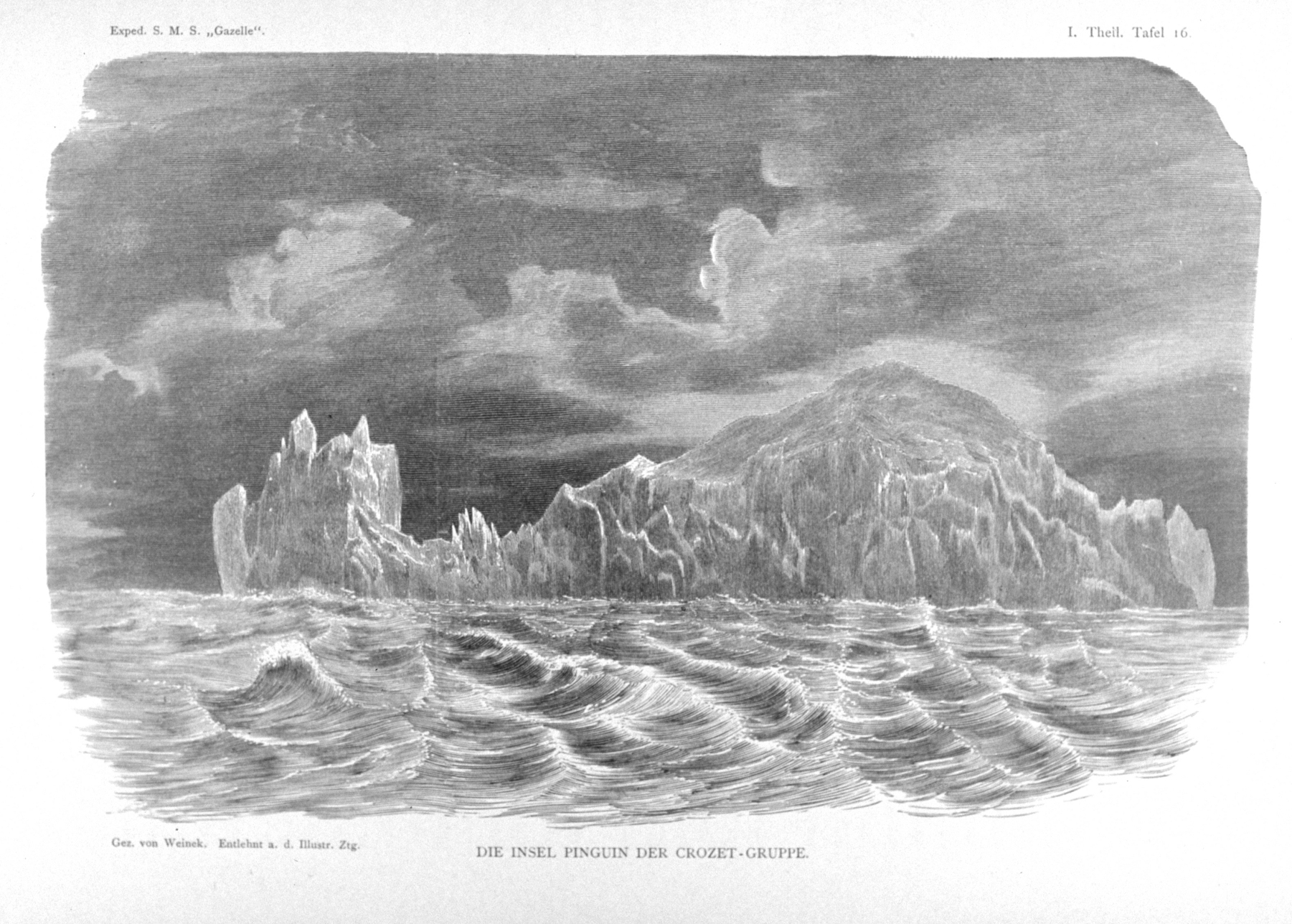
Illustration de l'île des Pingouins en 1874 par Ladislaus Weinck lors de l'expédition allemande sur le navire SMS Gazelle.

On attribue au navigateur français Marion-Dufresne la découverte de l'île qui la nomma en 1772 « Île Inaccessible » mais on rapporte à l'Héroïne de l'avoir signalée officiellement pour la première fois en 1837. Au XIXe siècle, les chasseurs de phoques anglais et américains l'appelaient Penguin Island, plusieurs colonies de manchots y résidant.
C'est dans la nuit du 8 au 9 mars 1887, que le trois mats-barque Tamaris, de la Compagnie Bordes, en route de Bordeaux vers Nouméa talonna un récif de l'île et sombra. Son équipage de 13 marins, commandé par le capitaine Majou prend place dans deux chaloupes et se dirige vers l'île aux Cochons distante de 40 km au Nord.

## Environnement
L'île des Pingouins, au même titre que les autres îles de l'archipel, est protégée au sein de la Réserve naturelle nationale des Terres australes françaises. Cette protection couvre tant l'espace terrestre de l'île que ses eaux territoriales. Elle prend la forme d'une réserve intégrale, où seules les activités liées à la recherche scientifique et technique sont autorisées.